# 724-es busz
A 724-es jelzésű elővárosi autóbusz Budapest, Kelenföld vasútállomás és Pusztazámor, autóbusz-forduló között közlekedik. A viszonylatot a MÁV Személyszállítási Zrt. üzemelteti.

## Megállóhelyei
| 0                                        | Budapest, Kelenföld vasútállomás végállomás                         | 13 | 12   | 1, 19, 49 8E, 40, 40B, 40E, 53, 58, 87, 87A, 88, 88A, 101B, 101E, 108E, 141, 150, 150B, 153, 154, 172, 173, 187, 188, 188E, 250, 250B, 251, 251A, 251E, 272 689, 691, 710, 712, 715, 720, 722, 725, 727, 732, 734, 735, 736, 760, 762, 763, 764, 767, 770, 774, 775, 777, 778, 798, 799 S10 G10 S12 S30 Z30 S34 S35 S36 S40 G40 Z40 S42 Z42 G43 G44 IC, EC, EN, sebesvonat, gyorsvonat, expresszvonat, |
| ∫                                        | Budapest, Borszéki utca                                             | 12 | 11   | 58 710, 712, 715, 720, 722, 732, 734, 735, 736, 760, 762, 767 |
| ∫                                        | Budapest, Kelenföld vasútállomás (Őrmező) (csak leszállás céljából) | 11 | ∫    | 8E, 40, 40B, 40E, 53, 58, 87, 87A, 88, 88A, 101B, 101E, 108E, 141, 150, 150B, 153, 154, 172, 173, 187, 188, 188E, 250, 250B, 251, 251A, 251E, 272 764 S10 G10 S12 S30 Z30 S34 S35 S36 S40 G40 Z40 S42 Z42 G43 G44 IC, EC, EN, sebesvonat, gyorsvonat, expresszvonat, |
| ∫                                        | Budapest, Sasadi út (csak leszállás céljából)                       | 10 | ∫    | 8E, 40, 40B, 40E, 53, 87, 88, 88A, 108E, 139, 140, 140A, 150, 153, 154, 172, 173, 187, 188, 188E, 240, 272 764 1172, 1173, 1174, 1175, 1176, 1177, 1183, 1184, 1185, 1188, 1189, 1190, 1193, 1194, 1201, 1205, 1212, 1215, 1216, 1229, 1251, 1253, 1254, 1257, 1268 |
| 1                                        | Budapest, Péterhegyi út                                             | ∫  | 10   | 710, 712, 720, 722, 732, 734, 735, 736, 760, 762, 767 |
| Budapest–Budaörs közigazgatási határa    |                                                                     |    |      | |
| 2                                        | Budaörs, Benzinkút                                                  | 9  | 9    | 172, 173, 288 732, 734, 735, 736, 760, 762 |
| Budaörs–Törökbálint közigazgatási határa |                                                                     |    |      | |
| Törökbálint–Érd közigazgatási határa     |                                                                     |    |      | |
| (+1)                                     | Érd, Bem tér                                                        | ∫  | (+1) | 732, 733, 734, 735, 736, 738, 755, 756 |
| Érd–Tárnok közigazgatási határa          |                                                                     |    |      | |
| Tárnok–Sóskút közigazgatási határa       |                                                                     |    |      | |
| 3                                        | Sóskút, Ipari Park                                                  | 8  | 8    | 722 |
| 4                                        | Sóskút, Újtelep                                                     | 7  | 7    | 722 |
| 5                                        | Sóskút, Petőfi Sándor utca 44.                                      | 6  | 6    | 722 |
| 6                                        | Sóskút, Iskola                                                      | 5  | 5    | 722, 762 |
| 7                                        | Sóskút, Kossuth Lajos utca 17.                                      | 4  | 4    | 722 |
| 8                                        | Sóskút, Bajcsy-Zsilinszky utca                                      | 3  | 3    | 722 |
| 9                                        | Sóskút, Etyeki elágazás                                             | 2  | 2    | 722 |
| Sóskút–Pusztazámor közigazgatási határa  |                                                                     |    |      | |
| 10                                       | Pusztazámor, Malom                                                  | 1  | 1    | 722 |
| 11                                       | Pusztazámor, autóbusz-forduló végállomás                            | 0  | 0    | 722 |

Sóskút, Ipari Park és Érd, Bem tér megállót nem érinti minden járat. Sasadi út és Őrmező megállókat csak reggel érinti.